# Sebastian Gabriel Burbon-Bragança
Sebastian Gabriel Burbon-Bragança (ur. 4 listopada 1811 w Rio de Janeiro, zm. 14 lutego 1875 w Pau) – infant Hiszpanii i Portugalii. 

## Życiorys
Infant Sebastian Gabriel był synem Pedra Carlosa Burbon-Bragança i portugalskiej infantki Marii Teresy de Bragança. Urodził się w Rio de Janeiro, gdzie portugalska rodzina królewska schroniła się w wyniku inwazji napoleońskiej. Przy urodzeniu otrzymał tytuł infanta Portugalii, dopiero w 1824 jego wuj król Ferdynand VII nadał mu tytuł infanta Hiszpanii. W 1814 portugalska rodzina królewska rozpoczęła powrót do Portugalii, ale Sebastian Gabriel i jego matka pozostali w Brazylii aż do 1821. Po powrocie osiedlili się w Madrycie, gdzie matka Sebastiana domagała się spadku, który zgodnie z prawem należał do jej syna. 25 maja 1832 w Madrycie Sebastian Gabriel ożenił się z jedną z młodszych sióstr królowej Marii Izabeli Burbon, księżniczką Maríą Amalią de las Dos Sicilias.
Pod koniec panowania króla Ferdynanda VII w Hiszpanii narastał konflikt o podłożu ideologicznym i sukcesyjnym, który kilka dni po śmierci króla przekształcił się w wojny karlistowskie. Stronami konfliktu byli karliści – zwolennicy królewskiego brata infanta Karola Burbona, hrabiego Molina i liberałowie, zwolennicy królowej Marii Krystyny Burbon i jej nieletniej córki – dziedziczki tronu – Izabeli. Sebastian Gabriel wyjechał do Neapolu, gdzie poparł swojego szwagra Karola, który w 1838 ożenił się z jego matką. W czasie wojny brał udział w kilku bitwach, m.in. pod Oriamendi i w oblężeniu Bilbao.
Kiedy w 1855 zmarł Karol Burbon, a w 1857 także żona Sebastiana Gabriela (bezdzietnie), porzucił idee karlizmu i suplikował królową Izabelę II o pozwolenie na powrót do Hiszpanii i osiedlenie w Madrycie. Ożenił się z młodszą siostrą księcia małżonka Franciszka de Asís Burbon, Maríą Cristiną de Borbón y Borbón, z którą miał pięcioro dzieci. Odzyskał tytuł infanta i został zrehabilitowany, pozostając wierny królowej do końca życia. W 1861 odzyskał cenną kolekcję sztuki, która utracił w wyniku sekwestru dóbr w 1835.
W 1868 Izabela II utraciła tron, a Sebastian Gabriel musiał wyjechać z rodziną z Hiszpanii, osiedlając się w Paryżu. Wspierał Alfonsa XII w walce o tron po abdykacji królowej w 1873. Zmarł w Pau we Francji w 1875.